# 齐河县
齐河县中华人民共和国山东省德州市下属的一个县。位於德州市最南端，與濟南隔黃河相望，總面積1411平方公里。縣人民政府駐晏城街道齊心大街33號。

## 行政区划
齐河县下辖2个街道办事处、11个镇、2个乡：
晏城街道、晏北街道、表白寺镇、焦庙镇、赵官镇、祝阿镇、仁里集镇、潘店镇、胡官屯镇、宣章屯镇、马集镇、华店镇、刘桥镇、安头乡和大黄乡。

## 人口
根據第七次全国人口普查數據，齊河縣常住人口為57.63萬人。

## 交通
- 308国道过境。
- 309国道过境。

## 教育
- 大学：山东文化艺术职业学院

## 旅游
- AAAA景区：泉城欧乐堡梦幻世界、泉城极地海洋世界景区[3]

## 名人
Category:齐河人